# Axel Gabriel Leijonhufvud (1717–1789)

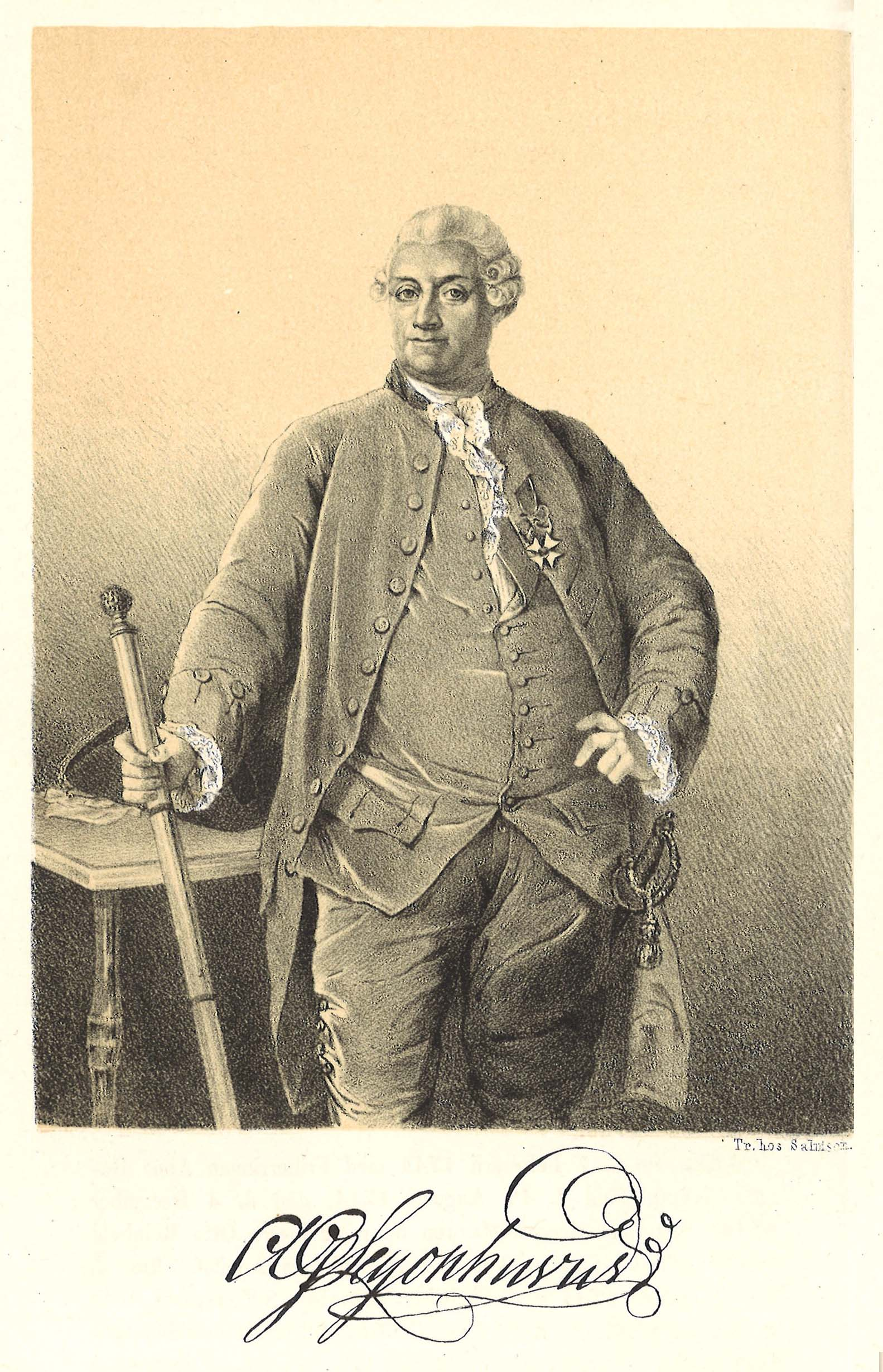
Axel Gabriel Leijonhufvud som lantmarskalk.

Axel Peder Gabriel Leijonhufvud, född den 13 september 1717 i Säter, död den 19 juni 1789 på Lindö i Sankt Johannes socken, var en svensk friherre, hovman och militär. Lejonhufvud var en av kronprinsens kavaljerer, ämbetsman och lantmarskalk.
Leijonhufvud blev student vid Uppsala universitet 1730, extra ordinarie kanslist i kanslikollegium 1734 och volontär vid livgardet 1737. Han befordrades till rustmästare 1737, förare 1738, sergeant 1739, fänrik 1741 och deltog som sådan i Hattarnas ryska krig. Leijonhufvud blev genom byte 1744 kaptenlöjtnant vid Åbo läns infanteriregemente, där han 1746 blev kapten. Genom byte blev han i stället kapten vid Västerbottens regemente 1752. Leijonhufvud var kavaljer hos kronprins Gustaf 1756–1762, befordrades 1757 till major och 1763 till överstelöjtnant före sitt avsked 1766. År 1757 blev han riddare av Svärdsorden.
Leijonhuvud blev 1766 hovmarskalk och var överkammarherre hos prinsessan Sofia Albertina 1767–1770. Han var lantmarskalk vid 1771/72 års riksdag och blev 1772 riddarhusdirektör. Samma år blev han kommendör av Nordstjärneorden och 1775 president i Åbo hovrätt.
Leijonhufvud blev ledamot (nummer 1) och stiftare av Kungliga Musikaliska Akademien 1771 och var dess förste preses. Han blev ledamot 1753 (nummer 11) och hedersledamot  1786 av Kungliga Vitterhets Historie och Antikvitets Akademien.
Leijonhufvud har författat Tanke-val i anledning af sön- och högtidsdagsevangelier, uti vers, utgiven 1790, året efter hans död.